# Дело Промпартии
Дело Промпартии («Дело контрреволюционной организации Союза инженерных организаций (Промышленной партии)») — организованный властью СССР крупный судебный процесс по сфабрикованным материалам по делу о вредительстве в 1925—1930 годах в промышленности и на транспорте, состоявшийся 25 ноября — 7 декабря 1930 года. В феврале 1936 года ЦИК СССР помиловал некоторых осуждённых.
В 1991 году все осуждённые по делу были реабилитированы.

## История
Весной 1930 года, после ряда забастовок рабочих на шахтах, была арестована большая группа инженеров и научно-технической интеллигенции. По материалам дела они обвинялись в создании антисоветской подпольной организации, известной под названиями: «Союз инженерных организаций», «Совет Союза инженерных организаций», «Промышленная партия». По данным следствия, эта антисоветская организация в 1925—1930 годах занималась вредительством в различных отраслях промышленности и на транспорте.
Кроме того, согласно обвинению, она была связана с «Торгпромом» («Торгово-промышленным комитетом»), объединением бывших русских промышленников в Париже и французским генеральным штабом и готовила иностранную интервенцию в СССР и свержение советской власти.
В то же время результатом данного процесса стал удар по русской технической интеллигенции: высококлассным специалистам и инженерам. При этом обвинения во «вредительстве» и «заговоре» позволили оправдать просчёты партийного руководства в управлении промышленностью, хищения и бесхозяйственность.

## Дело ЦК Промпартии
По данным следствия, в состав ЦК Промпартии входили инженеры П. И. Пальчинский (расстрелян до показательного процесса «Промпартии» по приговору коллегии ОГПУ по делу о «совете Союза инженерных организаций»), Л. Г. Рабинович (осуждён по «шахтинскому процессу»), С. А. Хренников (умер во время следствия), А. А. Федотов, С. В. Куприянов, В. А. Ларичев, профессор Н. Ф. Чарновский.
Хотя в обвинительном заключении было указано, что в подпольной Промпартии состояло 2 тыс. человек, перед судом предстали всего восемь её членов; главой «Промпартии» был объявлен профессор Леонид Константинович Рамзин — директор Всесоюзного теплотехнического института, член Госплана и ВСНХ.
Процесс начался 7 декабря 1930 года. Дело рассматривало Специальное судебное присутствие Верховного Суда СССР под председательством А. Я. Вышинского, государственное обвинение представляли прокуроры Н. В. Крыленко и В. И. Фридберг, защитниками были И. Д. Брауде и М. А. Оцеп.
В обвинительном заключении по делу Промпартии указывалось:

Преступная антигосударственная деятельность ЦК Промпартии выражалась:

а) во вредительстве для создания расстройства хозяйственной жизни,

б) вредительской работе по срыву планового строительства путём создания кризисов в топливоснабжении, металлоснабжении, энергохозяйстве, текстильной промышленности и других отраслях,

в) в шпионской работе по заданиям французского генерального штаба и находящегося во Франции «Торгпрома» по сообщению данных об экономике нашей страны и секретных сведений касающихся обороны в целях облегчения иностранной военной интервенции,

г) в военной работе, направленной к дезорганизации Красной армии и подготовке изменнических действий со стороны отдельных частей и командного состава — в тех же целях облегчения иностранной интервенции,

д) в диверсионной работе, направленной на разрушение производительных сил советской промышленности, тыла Красной армии уже непосредственно в момент интервенции.

В ходе процесса обвиняемые признались, что в случае прихода к власти они намеревались сформировать контрреволюционное правительство. Его премьер-министром должен был стать П. А. Пальчинский (осуждённый и расстрелянный ещё до начала суда), министром внутренних дел — бывший промышленник П. П. Рябушинский, а министром иностранных дел — академик Е. В. Тарле (позднее на Западе выяснилось, что Рябушинский умер в эмиграции ещё до того, как якобы создавалась эта организация).
Все восемь обвиняемых признали свою вину; пятеро из них (Рамзин, Ларичев, Чарновский, И. А. Калинников и А. А. Федотов) были приговорены Верховным судом СССР к расстрелу с конфискацией имущества, а трое (С. В. Куприянов, В. И. Очкин и К. В. Ситнин) — к 10 годам лишения свободы и поражению в правах на 5 лет, также с конфискацией имущества. Президиум ЦИК СССР по ходатайству осуждённых заменил расстрел 10-летним тюремным заключением с поражением в правах на 5 лет (оставив в силе конфискацию имущества) и снизил срок наказания другим осуждённым с 10 до 8 лет (оставив в силе конфискацию имущества и 5 лет поражения в правах).
Наиболее активным подсудимым на процессе был профессор Л. Рамзин. Он не только признал свою вину, но обвинил ещё и других. По окончании суда его поместили в особую тюрьму, где он занимался созданием нового парового котла, и откуда его потом выпустили. Когда Рамзин встретился на свободе с одним из бывших подсудимых на этом процессе, инженером Лурье, тот отказался с ним разговаривать из-за того, что Рамзин дал на суде ложные показания. Рамзин разрыдался и сказал, что на себя наговорил больше, чем на других, и что такие показания заставляло его давать ОГПУ.
В ходе процесса по делу Промпартии прямо в зале суда был арестован П. С. Осадчий (с 1921 по 1929 — первый заместитель Председателя Госплана; выступал одним из общественных обвинителей на «шахтинском процессе»). Его обвинили в том, что он был одним из руководителей «головного звена» этой партии и участвовал в её шпионской деятельности. 18 марта 1931 года Осадчий был приговорён к расстрелу, который позже был заменён десятью годам лишения свободы. Освобождён досрочно в 1935 году. В 1989 году посмертно реабилитирован.
Отчасти «дело Промпартии» закрепило непрофессиональный и формальный подход к ведению хозяйственных проектов в СССР, когда бодрые данные рапортов и отчетов разительно расходились с реальным состоянием дел. Результатом данного дела стала также острая нехватка опытных инженерных кадров, что приводило к неэффективному использованию оборудования, падению качества и росту аварийности на производстве.

## Результаты процесса
- Рамзин, Леонид Константинович — приговорён к расстрелу. Приговор заменён 10 годами лишения свободы. В феврале 1936 года амнистирован[14][15]. После освобождения работал в ЭНИНе, а также преподавателем в Московском энергетическом институте, возглавляя созданную им на энергомашиностроительном факультете кафедру котлостроения. Стал профессором МЭИ (1944). Умер 28 июня 1948. Реабилитирован в 1991.
- Ларичев, Виктор Алексеевич — приговорён к расстрелу. Приговор заменён 10 годами лишения свободы. В феврале 1936 года амнистирован. Реабилитирован в 1960 г.[16][17]
- Чарновский, Николай Францевич — приговорён к расстрелу. Приговор заменён 10 годами лишения свободы. В дальнейшем сослан в г. Ковров, где арестован 29 ноября 1937 года. Расстрелян 5 марта 1938 года в Горьком[18].
- Калинников, Иван Андреевич — приговорён к расстрелу. Приговор заменён 10 годами лишения свободы. Умер в 1939 г.[19] или, возможно, в апреле 1942 г. в блокадном Ленинграде[20].
- Федотов, Александр Александрович — приговорён к расстрелу. Приговор заменён 10 годами лишения свободы. Через несколько лет из-за нехватки в стране специалистов переведён в город Иваново, где он, оставаясь заключённым, работал по профессии. Около 1937 г. амнистирован, но через некоторое время вновь арестован. Пробыл в заключении ещё около года, работая по специальности на фабрике «Трёхгорка» в Москве. В 1939 г. Федотов освобождён, и через полгода, 6 января 1940 года, умер. Похоронен на Пятницком кладбище в Москве[21].
- Куприянов, Сергей Викторович приговорён к 10 годам лишения свободы, затем срок снижен до 8 лет[22][2]. Расстрелян в ноябре 1937 г.[23]
- Очкин, Владимир Иванович приговорён к 10 годам лишения свободы, затем срок снижен до 8 лет[22][2]. Дальнейшая судьба неизвестна.
- Ситнин, Ксенофонт Васильевич приговорён к 10 годам лишения свободы, затем срок снижен до 8 лет[22][2]. Дальнейшая судьба неизвестна.

## Отраслевые дела
С основным делом «Промпартии» были связаны и так называемые отраслевые дела «Промпартии» о вредительстве: в угольной промышленности, в нефтяной промышленности, в металлопромышленности, в текстильной промышленности, в химической секции Госплана, в лесной промышленности, в цементной промышленности, в электротехнической промышленности, в области топливо-снабжения, в энергетической промышленности, в энергетической военной промышленности, в энергетике транспорта, в Наркомате путей сообщения, т. н. «ленинградская группа», т. н. «профсоюз инженерно-технических работников», т. н. экономической группы в ВСНХ и др.
В отчете прокуратуры говорится о следующих результатах работы ОГПУ по делам о вредительстве, связанных с Промпартией:
| Приговор                         | Количество осужденных |
| -------------------------------- | --------------------- |
| Высшая мера наказания (расстрел) | 70                    |
| ВМН с заменой 10-ю годами        | 238                   |
| 10 лет лишения свободы           | 666                   |
| 5 лет лишения свободы            | 748                   |
| 3 года лишения свободы           | 308                   |
| Ссылка                           | 177                   |
| Высылка                          | 114                   |
| Условное осуждение               | 79                    |

А также Коллегией ОГПУ:
| Изменение статуса дела                                                        | В отношении(человек) |
| ----------------------------------------------------------------------------- | -------------------- |
| Прекращено без постановки на рассмотрение за отсутствием данных для обвинения | 59                   |
| Направлено на доследование                                                    | 51                   |
| Обвинение переквалифицировано на должностное преступление                     | 75                   |
| Прекращены за отсутствием достаточных улик                                    | 100                  |

## Отражение в искусстве
- События и кинохроника процесса представлены в программе «Коллекция Эдварда Радзинского» — «13 дней. Дело „Промпартии“ (1930)»[25]. Премьера программы состоялась 11 сентября 2012 года на канале «Культура».
- Фильм «Процесс» (режиссёр Сергей Лозница), показанный на Венецианском кинофестивале и на выездном «Артдокфесте» в Риге (2018 год)[26].
- В 5-й серии «Шесть дней» советского многосерийного фильма «Рожденная революцией», вышедшей на экраны в 1975 году, ограбление заводской кассы накануне выдачи зарплаты устами главного героя названо «косвенным звеном в цепи деятельности Промышленной партии».